# Boedo de Castrejón
Boedo de Castrejón es una localidad española de la provincia de Palencia (comunidad autónoma de Castilla y León). Pertenece al municipio de Castrejón de la Peña.

## Geografía
En la comarca de la Montaña Palentina. Boedo de Castrejón es una localidad española situada en la provincia de Palencia, en la comunidad autónoma de Castilla y León. Se encuentra en la comarca de la Montaña Palentina, a una altitud de 1150 metros, con coordenadas geográficas 42°47′33″N 4°34′16″O.
El río Boedo, un afluente del río Valdavia, nace en las proximidades de Castrejón de la Peña y desemboca en el río Valdavia, próximo a Osorno la Mayor. En verano, el río apenas lleva agua debido a las extracciones que se realizan en los pueblos de su curso para regar el lino. Sin embargo, en invierno, el río puede inundar todo y en años húmedos puede destruir los cultivos, llevándose en sus avenidas gran parte de las tierras de labor.
En cuanto a la fauna, el entorno del embalse y las cárcavas albergan una rica fauna de gran interés. El Dr. Félix Rodríguez de La Fuente, antes de su trágica muerte, filmó a una pareja de águilas que tenía su nido en lo alto del Pico del Cambrón. En el humedal se pueden observar un gran número de aves acuáticas, patos, gansos, garzas, etc.
La flora de Boedo de Castrejón se encuentra en un entorno natural privilegiado, rodeado de montañas y bosques. Desde el pueblo se pueden realizar diversas rutas de senderismo, como la que lleva a la Tejeda de Tosande, un bosque de tejos centenarios que es uno de los más importantes de Europa.

## Demografía
Evolución de la población en el siglo XXI
| Gráfica de evolución demográfica de Boedo de Castrejón entre 2000 y 2023 |
|                                                                          |
| Población de derecho (2000-2023) según el padrón municipal del INE       |

## Historia
Boedo, también conocido como Buedo en los escritos de P. Madoz, es un lugar con una rica historia y un futuro prometedor. Situado en la provincia y diócesis de Palencia, este lugar ha sido objeto de diversas interpretaciones a lo largo de los años. Algunos han propuesto que su nombre significa “lugar pantanoso”, una descripción que evoca imágenes de un paisaje natural y salvaje.
Historia Temprana
En el siglo XIX, Boedo era un lugar con ayuntamiento en la provincia y diócesis de Palencia, partido judicial de Cervera de Río Pisuerga, audiencia territorial y capitanía general de Valladolid. Contaba con una iglesia parroquial agregada a la de Loma, bajo la advocación de San Cristóbal, servida por un cura propio de nombramiento del diocesano, en concepto de conde de Pernía y un sacristán. Hacia 1850, poseía 3 vecinos con 26 habitantes.
Madoz se refirió a Boedo como el “río de la plata”, aludiendo al dinero que los pueblos a lo largo de su curso habían gastado en pleitos para poder hacer uso de sus aguas. Los cartularios de la Abadía de Lebanza ya mencionaban a Boedo como “Bodo” o “Buedo”.
Boedo sufrió a menudo serias inundaciones provocadas por las lluvias y crecidas invernales. Sin embargo, los desafíos de Boedo no se limitaron a las inundaciones.
Siglo XX
Para el Diccionario Hispano-Americano, Boedo es un lugar en el ayuntamiento de Castrejón, partido judicial de Cervera de Pisuerga, provincia de Palencia, con 5 edificios. Según la enciclopedia Espasa, es un lugar agregado al municipio de Castrejón, provincia de Palencia.
En el Nomenclátor parroquial de 1965, aparece como Boedo de Castrejón, con el titular San Cristóbal, siendo parroquia rural, con 24 habitantes, poseía una finca propia, pertenecía al arciprestazgo de Nuestra Señora del Brezo, siendo servida por un cura Simultáneo.
Cambio
Es una población que dejó de ser junta vecinal (J.V.) en el año 1972 y, por tanto, no tiene ningún NIF y el código postal correspondiente es 34859.
Según el BOE del 28 de junio de 1972, Boedo dejaba de ser una junta vecinal con el siguiente texto:
"DECRETO 105111972, de 15 de junio, por el que se acuerda la disolución del-a Entidad Local Menor de Boedo;· perteneciente al Municipio de Castrejón de la Peña (Palencia)
A solicitud del Ayuntamiento de Castrejón de la Peña {Palencia} se acordó instruir expediente para la disolución de la Entidad Local Menor de Boedo. perteneciente a su término municipal, en el cual se han observado los trámites establecidos en la legislación local vigente, con informes favorables de la Diputación Provincial y Gobierno Civil, y la despoblación por emigración que ha sufrido su demarcación territorial, en la que únicamente han quedado tres. personas impone, por concurrencia obvia, de las causas exigidas en el. número uno del artículo veintiocho de la Ley de Régimen Local, disolver dicha Entidad Local Menor. En su virtud de conformidad con los dictámenes emitidos por la Dirección General de Administración Local y Comisión Permanente· del Consejo de Estado, a propuesta del Ministro de la Gobernación y previa deliberación del Consejo de Ministros, en su reunión del día nueve de junio de mil novecientos setenta y dos.
DISPONGO, Artículo primero.-Se acuerda la disolución. de la Entidad Local Menor de Boedo, perteneciente al Municio de Castrejón de la Peña- (Palencia). Artículo segundo.-Queda facultado el Ministerio de la Gobernación para dictarlas disposiciones que pudiera exigir el cumplimiento de este Decreto. Así lo dispongo por el presente Decreto. dado en Madrid a quince de junio de mil novecientos setenta y dos.
FRANCISCO FRANCO"
El Presente y el Futuro
En la Toponimia Palentina, Boedo aparece como un despoblado reciente, pero que de nuevo se está repoblando, y pertenece al ayuntamiento de Castrejón en el que están integradas nueve localidades, con un total de 759 habitantes.
Boedo aparece en la documentación de diversas maneras: “Bodo” en un diploma de Lebanza, “Villa Buedo” en el Becerro de las Behetrías, “San Xristoval de Buedo” en el Becerro de los Beneficios (1345). Se han propuesto diversas derivaciones: a) del latín “bos, bovis” (“buey”); b) del ítalo-celta “buxetum” (“monte de boj”); c) del latín “hudetum” (“terreno pantanoso o encharcado”).
Renacimiento
Un pueblo desaparecido que empieza a renacer. Parece el mundo al revés teniendo en cuenta la despoblación que padece el medio rural, pero en este caso, las noticias son positivas. Hablamos de Boedo de Castrejón, una localidad perteneciente al municipio de Castrejón de la Peña, que llevaba muchos años abandonada con el consiguiente estado de sus calles y casas, muchas de ellas ya en ruinas. Sin embargo, la vida ha vuelto a Boedo gracias a una familia vallisoletana que compró dos viviendas que ha ido restaurando paulatinamente. Y lo que es más importante, se han empadronado y se han establecido en la localidad norteña. El mayor problema con el que se encuentran estos vecinos es el de la falta de algunos servicios. Entre ellos, la luz eléctrica, que ahora obtienen mediante varios generadores. En este sentido, el Ayuntamiento está haciendo las gestiones oportunas para tratar de prestar esta asistencia. «Es uno de los retos que tenemos. Sería una gran ilusión poder llevarles la luz y ver cómo esa población desaparecida hace tantos años, vuelve a reflotar», señala el alcalde de Castrejón de la Peña, Luis Miguel Pelaz.
Asimismo, el Ayuntamiento tiene en mente el posible equipamiento de placas solares u otro tipo de energías alternativas para rebajar el coste de la electricidad mediante su instalación en diferentes edificios así como la mejora de parques, jardines y sendas, para que tanto sus habitantes como visitantes, tengan un lugar de esparcimiento.
Progreso
El Consejo de Gobierno de la Junta aprobó recientemente una subvención de 100.000 euros destinada al Ayuntamiento de Castrejón de la Peña para dotar de suministro eléctrico al casco urbano de Boedo de Castrejón. Se trata de una subvención que se concede a través de la Consejería de Economía y Empleo de la Junta de Castilla y León, derivada de la firma de un convenio de colaboración suscrito en diciembre del 2010 entre el Instituto para la Reestructuración de la Minería del Carbón y el Gobierno Regional, en el marco del Plan Nacional de Reserva Estratégica de Carbón 2006-2012.

Inversiones significativas en infraestructura en Castrejón de la Peña
El Delegado Territorial y el presidente de la Diputación han visitado las obras financiadas por ambas instituciones en el municipio de Castrejón de la Peña. 
El delegado territorial de la Junta, Luis Domingo González, y el presidente de la Diputación visitaron Castrejón de la Peña para comprobar el estado de varias actuaciones que ha ejecutado la Administración regional y provincial en el municipio. La Junta de Castilla y León ha invertido 632.203 euros en cuatro grandes obras como son la ejecución del suministro eléctrico al casco urbano de Boedo de Castrejón, el abastecimiento en Castrejón de la Peña y la reparación de la cubierta de la antigua Cámara Agraria para su posterior uso como centro de día.
El gran proyecto subvencionado por la Administración regional en este municipio es el del suministro eléctrico al casco urbano de Boedo de Castrejón. La localidad se encontraba alejada de la red de distribución eléctrica, por lo que se ha procedido a la generación aislada de energía eléctrica, mediante un sistema autónomo de generación de energía renovable, que integra dos fuentes de generación eléctrica como la solar y la eólica. Esto permite la generación de la energía a coste cero, excluyendo el coste de adquisición, y sin polución. Todo ello con un presupuesto de 100.000 euros aportados por la Consejería de Economía y Empleo.
En cuanto a los Planes Provinciales de 2012  son un testimonio del compromiso de las instituciones con el desarrollo y el bienestar de los ciudadanos de Castrejón de la Peña. Estas obras no solo mejoran la calidad de vida de los residentes, sino que también contribuyen al desarrollo económico y social de la región.
Plan Provincial de Energía Renovable en Boedo: Un Proyecto Sin Realizar
El Plan Provincial de la Diputación de Palencia, con el código 23/14, tenía como objetivo poner en marcha un sistema de captación solar y eólico en Boedo, una pedanía de Castrejón de la Peña. Este proyecto de energía renovable fue diseñado para aprovechar los recursos naturales de la región y proporcionar una fuente de energía sostenible y respetuosa con el medio ambiente.
El presupuesto total para este proyecto era de 8.416,00 €. De esta cantidad, la Diputación se comprometió a aportar 6.732,80 €, mientras que el Ayuntamiento de Castrejón de la Peña contribuiría con 1.683,20 €. Este financiamiento conjunto demostró el compromiso de ambas instituciones para fomentar la sostenibilidad y la autosuficiencia energética en la región.
Sin embargo, a pesar de la planificación y los fondos asignados, este proyecto de energía renovable no se llevó a cabo. La subvención, aunque prometida, nunca se materializó, dejando a Boedo sin el sistema de captación solar y eólico que se había planeado.
La no realización de este proyecto subraya la importancia de garantizar que los fondos y recursos prometidos para el desarrollo sostenible se entreguen y utilicen de manera efectiva. A medida que nos esforzamos por construir un futuro más verde y sostenible, es crucial que los proyectos como este no queden en el papel, sino que se conviertan en una realidad tangible. Para las comunidades como Boedo, estos proyectos representan no solo una fuente de energía, sino también una inversión en su futuro y en el bienestar de las generaciones venideras.
A finales de 2015, Boedo era probablemente el único pueblo de Palencia sin luz eléctrica. A pesar de los desafíos, los habitantes de Boedo han demostrado una resistencia notable, luchando contra la despoblación y la falta de servicios básicos. Su historia es un testimonio de la resistencia humana frente a la adversidad.
Mejora de Infraestructuras en Boedo: Un Proyecto Exitoso
El Plan Provincial de la Diputación de Palencia, con el código 191/17, tenía como objetivo la reparación y pavimentación del acceso a Boedo de Castrejón. Este proyecto de infraestructura fue diseñado para mejorar la conectividad y la accesibilidad en esta pequeña pedanía de Castrejón de la Peña.
El presupuesto total para este proyecto era de 9.000,00 €. De esta cantidad, la Diputación se comprometió a aportar 6.300,00 €, mientras que el Ayuntamiento de Castrejón de la Peña contribuiría con 2.700,00 €. Este financiamiento conjunto demostró el compromiso de ambas instituciones para mejorar las infraestructuras locales y facilitar el desplazamiento de los residentes.
A diferencia de otros proyectos, este plan de reparación y pavimentación se llevó a cabo con éxito. La subvención prometida por la Diputación y el Ayuntamiento se materializó y se utilizó eficazmente para llevar a cabo las mejoras planificadas.
La realización de este proyecto subraya la importancia de garantizar que los fondos y recursos prometidos para el desarrollo local se entreguen y utilicen de manera efectiva. A medida que luchamos contra la despoblación y el abandono en las zonas rurales, es crucial que los proyectos de infraestructura como este no queden en el papel, sino que se conviertan en una realidad tangible. Para las comunidades como Boedo, estos proyectos representan no solo una mejora en su calidad de vida, sino también una inversión en su futuro y en el bienestar de las generaciones venideras. La exitosa realización de este proyecto es un ejemplo positivo de lo que se puede lograr cuando las instituciones trabajan juntas para el beneficio de la comunidad.
Mejora de Infraestructuras en Boedo: La Segunda Fase de Pavimentación de la Calle Real
En el año 2020, bajo el código de obra 202 y el código 51023 en el Plan Provincial de la Diputación de Palencia, se llevó a cabo un importante proyecto de infraestructura en Boedo. El proyecto, denominado “Pavimentación Calle Real, II Fase”, tenía como objetivo mejorar las condiciones de la calle principal de este pequeño pueblo.
El presupuesto total para este proyecto era de 16.000,00 €. De esta cantidad, la Diputación se comprometió a aportar 11.200,00 €, mientras que el Ayuntamiento de Castrejón de la Peña contribuiría con 4.800,00 €. Este financiamiento conjunto demostró el compromiso de ambas instituciones para mejorar las infraestructuras locales y facilitar el desplazamiento de los residentes.
La realización de este proyecto, aunque tarde ya que se realizó en el año 2.023, es un ejemplo positivo de lo que se puede lograr cuando las instituciones trabajan juntas para el beneficio de la comunidad. La pavimentación de la Calle Real no solo mejora la calidad de vida de los residentes, sino que también contribuye al desarrollo económico y social de la región.
La exitosa realización de este proyecto es un testimonio de la eficacia de la colaboración entre las administraciones locales y provinciales. A medida que luchamos contra la despoblación y el abandono en las zonas rurales, es crucial que los proyectos de infraestructura como este no queden en el papel, sino que se conviertan en una realidad tangible. Para las comunidades como Boedo, estos proyectos representan no solo una mejora en su calidad de vida, sino también una inversión en su futuro y en el bienestar de las generaciones venideras.
Título: Patrimonio en Peligro: La Iglesia de Boedo de Castrejón
El 12 de julio de 2021, la Lista Roja del Patrimonio, elaborada por la asociación Hispania Nostra, añadió a su lista la iglesia de Boedo de Castrejón debido a su estado de deterioro. Este monumento corre un peligro inminente de desaparecer.
Boedo de Castrejón es una pedanía extremadamente pequeña de Castrejón de la Peña que, a día de hoy, cuenta con dos habitantes. Es conocido por ser uno de los pueblos de la provincia de Palencia en los que hasta el 2015 no llegó la luz eléctrica, lo cual ha marcado el devenir de esta pequeña iglesia fechada aproximadamente en el siglo XVIII.
En el siglo XIX, el lugar sufría a menudo serias inundaciones provocadas por las lluvias y crecidas invernales. Este hecho pudo acelerar la despoblación y abandono. La iglesia es una pequeña estructura de una nave con planta de salón y espadaña a sus pies. Se articula en torno a un arco que divide la nave en dos, dejando la parte para la feligresía al lado oeste, bajo la espadaña, y un recinto de proporciones equidistantes para el presbiterio al Este, terminando en ábside cuadrado.
Este arco, en ladrillo a sardinel y medio punto, tiene unos bellos cimacios moldurados en su arranque. La espadaña está construida con piedras de sillería, dos troneras y un pináculo que en origen pudo estar coronado por una cruz actualmente desaparecida. Posee una moldura que la circunda y que aún se conserva en la parte de la torre. La portada, de corte neoclásico, cuenta con un dintel de piedra y un pequeño ventanuco sobre ella.
La inclusión de este monumento en la Lista Roja del Patrimonio resalta la necesidad urgente de conservación y restauración. A medida que luchamos contra la despoblación y el abandono, es crucial que también luchemos por preservar y proteger nuestro patrimonio cultural y arquitectónico. Estos edificios no son solo testigos mudos de nuestra historia y cultura, sino que también son un recordatorio de las vidas y las historias de las personas que una vez habitaron estos lugares. La lucha por su conservación es, en última instancia, una lucha por nuestra propia identidad y memoria colectiva.
Luz en la Oscuridad: La Lucha de un Pueblo por la Electricidad
El 19 de septiembre de 2021, Castilla y León Televisión informó sobre la situación de Boedo de Castrejón, un pequeño pueblo en Palencia que ha estado sin luz eléctrica durante 50 años. El alcalde del pueblo ha solicitado subvenciones para traer electricidad desde el pueblo vecino, pero aún están esperando una respuesta.
Las administraciones públicas habían invertido 100.000 euros en la instalación de una serie de plantas fotovoltaicas, pero estas nunca llegaron a funcionar. Esta situación frustró a los residentes del pueblo, en particular a Eduardo Soriano.
Eduardo Soriano, uno de los vecinos, decidió tomar el asunto en sus propias manos. Gastó 20.000 euros de su propio bolsillo en placas solares y aerogeneradores para tener luz en su casa. A pesar de sentir que la batalla estaba perdida, no renunció a su deseo de mejorar su pueblo. Gracias a su inversión, todos los habitantes del pueblo ahora tienen acceso a la electricidad.
Si no fuera por la determinación y el espíritu de lucha de Eduardo Soriano, Castrejón de Boedo podría haberse convertido en un pueblo fantasma. Su historia es un poderoso recordatorio de cómo un individuo puede marcar la diferencia en su comunidad, incluso frente a desafíos aparentemente insuperables.
Avanzando hacia un Futuro Sostenible: La Tercera Fase de Pavimentación y Alumbrado Público en Boedo
El Plan Provincial de la Diputación de Palencia, con el código 182/24, tiene previsto un importante proyecto de infraestructura y sostenibilidad para este año 2024 en Boedo, una pedanía de Castrejón de la Peña. El proyecto, denominado “Pavimentación Calle Real de Boedo (Fase III) y Alumbrado Público con Farola Solar”, representa un paso significativo hacia un futuro más verde y sostenible para la comunidad.
El presupuesto total para este proyecto es de 26.082,00 €. De esta cantidad, la Diputación se ha comprometido a aportar 19.561,50 €, mientras que el Ayuntamiento de Castrejón de la Peña contribuirá con 6.520,50 €. Este financiamiento conjunto demuestra el compromiso de ambas instituciones para mejorar las infraestructuras locales y promover la sostenibilidad.
La tercera fase de la pavimentación de la Calle Real mejorará aún más la accesibilidad y la movilidad dentro del pueblo. Además, la instalación de farolas solares para el alumbrado público es un claro ejemplo de cómo las comunidades pueden aprovechar las tecnologías renovables para reducir su huella de carbono y promover la sostenibilidad.
La realización de este proyecto será un hito importante para Boedo y un modelo a seguir para otras comunidades rurales. A medida que luchamos contra la despoblación y el abandono en las zonas rurales, es crucial que los proyectos de infraestructura y sostenibilidad como este no queden en el papel, sino que se conviertan en una realidad tangible. Para las comunidades como Boedo, estos proyectos representan no solo una mejora en su calidad de vida, sino también una inversión en su futuro y en el bienestar de las generaciones venideras. La exitosa realización de este proyecto será un testimonio de lo que se puede lograr cuando las instituciones trabajan juntas para el beneficio de la comunidad.